# Jackfish Point 214
Jackfish Point 214 är ett reservat i Kanada.   Det ligger i provinsen Alberta, i den centrala delen av landet, 3 200 km väster om huvudstaden Ottawa.
Trakten runt Jackfish Point 214 är nära nog obefolkad, med mindre än två invånare per kvadratkilometer.